# Teófilo Barrios
Teófilo Barrios (né le 23 juillet 1964 à Caaguazú au Paraguay) est un footballeur international paraguayen, qui évoluait au poste de défenseur.

## Biographie

### Carrière en sélection
Avec l'équipe du Paraguay, il joue 10 matchs (pour aucun but inscrit) entre 1991 et 1993. 
Il figure dans le groupe des sélectionnés lors des Copa América de 1991 et de 1993. Il atteint les quarts de finale de cette compétition en 1993.
Il joue également un match face au Pérou comptant pour les tours préliminaires de la coupe du monde 1994.

## Palmarès
| Cerro Porteño - Championnat du Paraguay (4) : - Champion : 1987, 1990, 1992 et 1994. |  | Lanús - Coupe CONMEBOL (1) : - Vainqueur : 1996 |